# Game Shakers
Game Shakers is een televisieserie op Nickelodeon. De serie ging in de Verenigde Staten in première op 12 september 2015 en gaat over twee twaalfjarige meisjes die hun eigen computerspel/appbedrijf starten met hun vriend Hudson als testdummy, rapper Double G als businesspartner en zijn zoon, Triple G, als een gameconsultant. In Nederland en Vlaanderen ging de serie op 10 januari 2016 van start. Op 2 maart 2016, vernieuwde Nickelodeon de show voor een tweede seizoen. Op 16 november 2016, werd de show voor een derde seizoen vernieuwd.

## Cast
Hoofdrollen
- Cree Cicchino, als Babe, de maker van Sky Whale en de leider van Game Shakers
- Madisyn Shipman, als Kenzie, de maker van Sky Whale en het brein van Game Shakers
- Thomas Kuc, als Hudson, vriend van Babe en Kenzie, en test dummy voor experimenten van Game Shakers
- Benjamin Flores, Jr., als Triple G, zoon van Double G, high score gamer en game adviseur van Game Shakers. Zijn volledige naam is Grover George Griffin.
- Kel Mitchell, als Double G, een master rapper en hip-hop beroemdheid, en business partner van Game Shakers. Zijn volledige naam is Gale Griffin

Bijrollen
- Sheldon Bailey, als Ruthless, een assistent van Double G
- Bubba Ganter, als Bunny, een assistent van Double G
- Regi Davis, als Mr. Sammich, de scheikundeleraar van de klas van Babe, Kenzie en Hudson

Gastrollen
- GloZell, als zichzelf
- Lasercorn, als zichzelf
- Matt Bennett, als zichzelf
- Jake Farrow, als Rex (stem)
- Yvette Nicole Brown, als Helen Dubois
- Jeremy Rowley, als Jerrold
- Harley Morenstein, als Big Vicious
- Nathan Kress, als zichzelf/Freddie Benson
- Jace Norman, als Henry Hart en Kid Danger
- Cooper Barnes, als Ray Manchester en Captain Man
- Ella Anderson, als Piper Hart

## Nasynchronisatie
- Babe: Échica Florijn
- Kenzie: Lieke van den Akker
- Hudson: Davey Van Veltum
- Triple G: Noaquin Mandias
- Double G: Juliann Ubbergen
- Ruthless: Murth Mossel
- Bunny: André Accord

Overige stemmen: Mitch Wolterink

## Computerspellen
In de serie maken de Game Shakers computerspellen, welke ook echt gespeeld kunnen worden. Nickelodeon maakt de spellen en zet ze op hun website, in de App Store, op Google Play en op 'Amazon Store'.
- Sky Whale (3 september 2015) (op App Store en Google Play)
- Dirty Blob (26 september 2015) (op Nick.com en GameShakers.com)
- Tiny Pickles (10 oktober 2015) (op Nick.com en GameShakers.com)
- Punchy Face (14 november 2015) (op Nick.com en GameShakers.com)
- Pop Star Surgeon (16 januari 2016) (op Nick.com en GameShakers.com)
- Scubaroo (28 januari 2016) (op Nick.com en GameShakers.com)
- Nasty Goats (11 februari 2016) (op App Store en Google Play)
- Pick It, Scratch It, Pop It (27 februari 2016) (op Nick.com en GameShakers.com)
- OctoPie (mei 2016) (op App Store en Google Play)
- Ballarina (november 2016) (op App Store en Google Play)
- Bear Butt Laser Runner (maart 2017) (op Nick.com en GameShakers.com)
- Llama Llama Spit Spit (maart 2017) (op App Store en Google Play)

## Afleveringen
| Seizoen | Afleveringen | Uitzendingen VS   | Uitzendingen VS | Uitzendingen NL   | Uitzendingen NL |
| Seizoen | Afleveringen | Start             | Einde           | Start             | Einde           |
| ------- | ------------ | ----------------- | --------------- | ----------------- | --------------- |
| 1       | 25           | 12 september 2015 | 21 mei 2016     | 10 januari 2016   | 6 november 2016 |
| 2       | 20           | 17 september 2016 | 4 november 2017 | 23 april 2017     | 17 juni 2018    |
| 3       | 18           | 10 februari 2018  | 8 juni 2019     | 10 september 2018 | Juni 2019       |

### Seizoen 1
- Dit seizoen zou 26 afleveringen moeten bevatten.
- Dit seizoen ging op 12 september 2015 in première in de Verenigde Staten en op 10 januari 2016 in Nederland en België.
- In de VS eindigde dit seizoen op 21 mei 2016; in Nederland en België in november 2016.
- De productie van dit seizoen begon op 22 april 2015 en eindigde 23 december 2015.
- Voormalig iCarly-acteur Nathan Kress regisseerde enkele afleveringen in dit seizoen.

| Nummer | Nummer van seizoen | Titel                                                          | Regie         | Script                                 | Uitzenddatum                      | Productiecode |
| --- | ------------------ | -------------------------------------------------------------- | ------------- | -------------------------------------- | --------------------------------- | ------------- |
| 1-2 | 1-2                | Sky Whale                                                      | Steve Hoefer  | Dan Schneider Jake Farrow              | 12 september 2015 10 januari 2016 | 101-102       |
| Babe en Kenzie's schoolproject wordt een groot succes; Double G komt erachter dat ze zonder zijn toestemming zijn lied gebruiken in hun game.                                                                |                    |                                                                |               |                                        |                                   |               |
| 3 | 3                  | Verloren Jasje, Vallende Duiven (Lost Jacket, Falling Pigeons) | Russ Reinsel  | Dan Schneider Richard Goodman          | 19 september 2015 17 januari 2016 | 104           |
| Double G geeft de meiden een bonus voor het grote succes van Sky Whale, waarvan Babe een nieuw jasje koopt, die ze kwijtraakt in de metro; een groep duiven terroriseert het kantoor.                        |                    |                                                                |               |                                        |                                   |               |
| 4 | 4                  | Vieze Blob (Dirty Blob)                                        | Adam Weissman | Dan Schneider Sean Gill Jana Petrosini | 26 september 2015 24 januari 2016 | 105           |
| Als Trip per ongeluk een kopie van de nieuwe game van Game Shakers vernielt, moeten de kinderen de studio van Double G binnenglippen om de game terug te krijgen.                                            |                    |                                                                |               |                                        |                                   |               |
| 5 | 5                  | Mego de freaky robot (Mego the Freakish Robot)                 | Steve Hoefer  | Dan Schneider Jake Farrow              | 3 oktober 2015 31 januari 2016    | 106           |
| Een bedrijf vraagt de Game Shakers een game te maken over de nieuwe robot die ze hebben gemaakt, maar de robot wordt depressief.                                                                             |                    |                                                                |               |                                        |                                   |               |
| 6 | 6                  | Tiny Pickles                                                   | Adam Weissman | Dan Schneider Jake Farrow              | 10 oktober 2015 7 februari 2016   | 103           |
| Babe en Kenzie's nieuwe game is klaar, maar Dub belooft de fans een andere game gebaseerd op een vreemde droom die hij had.                                                                                  |                    |                                                                |               |                                        |                                   |               |
| 7 | 7                  | TripleBang (Scared Tripless)                                   | David Kendall | Dan Schneider Sean Gill Jana Petrosini | 24 oktober 2015 14 februari 2016  | 108           |
| Double G vraagt hulp aan Babe en Kenzie om Trip zoals elk jaar weer te laten schrikken met Halloween, maar Babe en Kenzie helpen Trip om Dub een lesje te leren.                                             |                    |                                                                |               |                                        |                                   |               |
| 8 | 8                  | Trip Steelt De Jet (Trip Steals The Jet)                       | Russ Reinsel  | Dan Schneider Richard Goodman          | 7 november 2015 21 februari 2016  | 107           |
| In een poging om bij de rijkeluiskinderen te horen, zegt Babe dat ze een privéjet delen met Double G en gaan ermee naar een evenement.                                                                       |                    |                                                                |               |                                        |                                   |               |
| 9 | 9                  | Verloren in de Metro (Lost on the Subway)                      | David Kendall | Dan Schneider Jake Farrow              | 14 november 2015 28 februari 2016 | 109           |
| Babe en Kenzie zijn de boxhandschoenen voor de pitch van hun nieuwe game vergeten, dus sturen ze Hudson en Trip terug om ze te halen.                                                                        |                    |                                                                |               |                                        |                                   |               |
| 10 | 10                 | Wedden om Bunny (You Bet Your Bunny)                           | Russ Reinsel  | Dan Schneider Richard Goodman          | 21 november 2015 6 maart 2016     | 110           |
| Als Dub Bunny verwed en de weddenschap verliest, moeten de Game Shakers een manier bedenken om hem terug te winnen.                                                                                          |                    |                                                                |               |                                        |                                   |               |
| 11 | 11                 | Een Reggae Aardappel Kerstfeest! (A Reggae Potato Christmas)   | Steve Hoefer  | Dan Schneider Sean Gill Jana Petrosini | 28 november 2015 7 mei 2016       | 111           |
| Als Double G zijn rollen in zijn eigen live kerstspecial niet kan spelen, vallen de Game Shakers voor hem in.                                                                                                |                    |                                                                |               |                                        |                                   |               |
| 12 | 12                 | Giftige Taart (Poison Pie)                                     | Russ Reinsel  | Dan Schneider Richard Goodman          | 9 januari 2016 20 maart 2016      | 113           |
| De Game Shakers worden ervan verdacht vergif in de taart voor de buren te hebben gestopt als de buurman ziek wordt na het eten, maar Dub en Trip gaan naar de buren om uit te zoeken wat er echt gebeurd is. |                    |                                                                |               |                                        |                                   |               |
| 13 | 13                 | Feestvierders (Party Crashers)                                 | Adam Weissman | Dan Schneider Jake Farrow              | 16 januari 2016 13 maart 2016     | 112           |
| Bunny en Ruthless verpesten een verjaardagsfeestje voor Babe; Double G probeert Trip jaloers te maken als hij geen tijd heeft om leuke dingen met hem te doen.                                               |                    |                                                                |               |                                        |                                   |               |
| 14 | 14                 | The Girl Power Awards                                          | Adam Weissman | Dan Schneider Jake Farrow              | 23 januari 2016 11 september 2016 | 116           |
| Babe en Kenzie worden uitgenodigd voor de Girl Power Awards maar komen er al gauw achter dat het geen echt prijsuitreikingsevenement is.                                                                     |                    |                                                                |               |                                        |                                   |               |
| 15 | 15                 | Een baan voor Jimbo (A Job For Jimbo)                          | Nathan Kress  | Dan Schneider Sean Gill Jana Petrosini | 30 januari 2016 4 september 2016  | 115           |
| Als Dub een duet wil zingen met zijn idool Diana Devane, probeert hij dat voor elkaar te krijgen door haar schoonzoon Jimbo een baan aan te bieden bij Game Shakers.                                         |                    |                                                                |               |                                        |                                   |               |
| 16 | 16                 | Haaiexplosie (Shark Explosion)                                 | Nathan Kress  | Dan Schneider Seth Kurland             | 6 februari 2016 25 september 2016 | 118           |
| Als Trips moeder lol gaat maken met Trip en de Game Shakers op de jacht van Dub, terwijl hij ook plannen had op de boot, wordt hij jaloers.                                                                  |                    |                                                                |               |                                        |                                   |               |
| 17 | 17                 | Nasty Goats                                                    | David Kendall | Dan Schneider Seth Kurland             | 20 februari 2016 28 augustus 2016 | 114           |
| Als de nieuwe game van de Game Shakers te vroeg uitgebracht wordt op het zwarte web, volgen ze de hacker naar Alaska om een deal te sluiten.                                                                 |                    |                                                                |               |                                        |                                   |               |
| 18 | 18                 | Babes Nepziekte (Babe's Fake Disease)                          | Steve Hoefer  | Dan Schneider Sean Gill Jana Petrosini | 27 februari 2016 2 oktober 2016   | 119           |
| Trip maakt zich zorgen om zijn haar en wil niet kaal worden. Bobby Dong gaat hem daarbij helpen. Babe probeert van Scott af te komen en verzint een nepziekte.                                               |                    |                                                                |               |                                        |                                   |               |
| 19 | 19                 | De Diss-track (The Diss Track)                                 | Steve Hoefer  | Dan Schneider Richard Goodman          | 5 maart 2016 18 september 2016    | 117           |
| Big Vicious heeft een diss-track uitgebracht waarin hij Double G beledigt. Double G laat het daar niet bij zitten en maakt vervolgens een diss-track om Big Vicious te beledigen.                            |                    |                                                                |               |                                        |                                   |               |
| 20 | 20                 | De Hele Ouwe Vinger (The Very Old Finger)                      | David Kendall | Dan Schneider Jake Farrow              | 1 oktober 2016 9 oktober 2016     | 120           |
| De Game Shakers gaan naar het Historisch Museum om ideeën op te doen voor hun nieuwe game. Hudson breekt per ongeluk de vinger af van een drieduizend jaar oude mummie.                                      |                    |                                                                |               |                                        |                                   |               |
| 21 | 21                 | Buck de Magische Rat (Buck the Magic Rat)                      | David Kendall | Dan Schneider Richard Goodman          | 8 oktober 2016 16 oktober 2016    | 121           |
| Kenzie vindt een rat in de metro en neemt deze mee naar huis. Ze noemt hem Buck en hij blijkt een geluksrat te zijn.                                                                                         |                    |                                                                |               |                                        |                                   |               |
| 22 | 22                 | Byte Club                                                      | David Kendall | Dan Schneider Jake Farrow              | 12 november 2016 23 oktober 2016  | 122           |
| De Game Shakers werken aan een update van Sky Whale. Trip mag tegen de beste gamer van de wereld spelen. Nadat hij hem verslagen heeft, krijgt hij een contract bij Soba Sportswear aangeboden.              |                    |                                                                |               |                                        |                                   |               |
| 23 | 23                 | Geheim Level (Secret Level)                                    | Russ Reinsel  | Dan Schneider Richard Goodman          | 24 september 2016 30 oktober 2016 | 123           |
| Als Hudson valse informatie verspreidt over een geheim level in een game van Game Shakers, worden ze belaagd door boze fans.                                                                                 |                    |                                                                |               |                                        |                                   |               |
| 24-25 | 24-25              | Wraak @ Tech Fest (Revenge @ Tech Fest)                        | Mike Caron    | Dan Schneider Jake Farrow              | 21 mei 2016 6 november 2016       | 124-125       |
| Een oude vijand van de Game Shakers probeert wraak op ze te nemen tijdens Tech Fest. |                    |                                                                |               |                                        |                                   |               |

### Seizoen 2
- Op 2 maart 2016 werd officieel bekendgemaakt dat de serie een tweede seizoen zou krijgen. De cast en crew wisten dit al aan het einde van de productie voor seizoen 1.
- Dit seizoen zou 20 afleveringen bevatten.
- Voormalig iCarly-acteur Nathan Kress zou enkele afleveringen in dit seizoen regisseren.
- De productie voor dit seizoen is op 11 mei 2016 van start gegaan.
- Dit seizoen is op 17 september 2016 in première gegaan in de Verenigde Staten en in april 2017 in Nederland en België.
- Dit seizoen eindigde in de Verenigde Staten op 4 november 2017, dit zou in december 2017 of januari 2018 zijn in Nederland en België.

| Nummer | Nummer van seizoen | Titel                                                 | Regie         | Script                                            | Uitzenddatum                       | Productiecode |
| --- | ------------------ | ----------------------------------------------------- | ------------- | ------------------------------------------------- | ---------------------------------- | ------------- |
| 26 | 1                  | Armen & Codes (Armed & Coded)                         | Mike Caron    | Dan Schneider Jake Farrow                         | 17 september 2016 23 april 2017    | 204           |
| |                    |                                                       |               |                                                   |                                    |               |
| 27 | 2                  | Baby Hater                                            | Steve Hoefer  | Dan Schneider Jake Farrow                         | 5 november 2016 30 april 2017      | 207           |
| |                    |                                                       |               |                                                   |                                    |               |
| 28 | 3                  | Babes Bank (Babe's Bench)                             | Adam Weissman | Dan Schneider Jake Farrow                         | 19 november 2016 7 mei 2017        | 201           |
| |                    |                                                       |               |                                                   |                                    |               |
| 29 | 4                  | De Mason Ervaring (The Mason Experience)              | Mike Caron    | Dan Schneider Richard Goodman                     | 11 februari 2017 14 mei 2017       | 205           |
| |                    |                                                       |               |                                                   |                                    |               |
| 30 | 5                  | Bunger Games                                          | Steve Hoefer  | Dan Schneider Richard Goodman                     | 18 februari 2017 21 mei 2017       | 202           |
| |                    |                                                       |               |                                                   |                                    |               |
| 31 | 6                  | Een gedoemde huwelijk shower (Wedding Shower of Doom) | David Kendall | Dan Schneider Sean Gill Jana Petrosini            | 25 februari 2017 28 mei 2017       | 203           |
| |                    |                                                       |               |                                                   |                                    |               |
| 32 | 7                  | Bear Butt Laser Runner                                | Nathan Kress  | Dan Schneider Richard Goodman                     | 4 maart 2017 4 juni 2017           | 208           |
| |                    |                                                       |               |                                                   |                                    |               |
| 33 | 8                  | Llama Llama Spit Spit                                 | Mike Caron    | Dan Schneider Sean Gill Jana Petrosini            | 25 maart 2017 11 juni 2017         | 206           |
| |                    |                                                       |               |                                                   |                                    |               |
| 34 | 9                  | Air TnP                                               | Russ Reinsel  | Dan Schneider Sean Gill Jana Petrosini            | 18 maart 2017 10 december 2017     | 212           |
| Als de Game Shakers zich aanmelden voor een badkamer-deel app, stopt een bezoeker een virus in hun nieuwe game. De Game Shakers moeten een manier vinden om deze schade ongedaan te maken.                                        |                    |                                                       |               |                                                   |                                    |               |
| 35 | 10                 | Clam Shakers, Part 1                                  | Steve Hoefer  | Dan Schneider Sean Gill Jana Petrosini            | 6 mei 2017 26 november 2017        | 219           |
| |                    |                                                       |               |                                                   |                                    |               |
| 36 | 11                 | Clam Shakers, Part 2                                  | Adam Weissman | Dan Schneider Jake Farrow                         | 13 mei 2017 26 november 2017       | 220           |
| |                    |                                                       |               |                                                   |                                    |               |
| 37 | 12                 | Wing Suits & Rocket Boots                             | Nathan Kress  | Dan Schneider                                     | 20 mei 2017 3 december 2017        | 215           |
| De Game Shakers zetten voor Hudson zijn eigen stream op, maar dingen lopen snel uit de hand als Hudson Double G's raketschoenen aandoet voor de lol.                                                                              |                    |                                                       |               |                                                   |                                    |               |
| 38 | 13                 | Game Koppelaars (Game Shippers)                       | Nathan Kress  | Dan Schneider Richard Goodman                     | 9 september 2017 11 februari 2018  | 211           |
| De Game Shakers zoeken Nathan Kress op om uit te vinden wie Freddie van iCarly leuker vond, Carly of Sam. |                    |                                                       |               |                                                   |                                    |               |
| 39 | 14                 | Die ene in het café (The One With the Coffee Shop)    | David Kendall | Dan Schneider Sean Gill Jana Petrosini            | 16 september 2017 24 december 2017 | 209           |
| Als ze buiten een online verhaal over Game Shakers wordt gehouden en ruzie krijgt met Babe op het werk, neemt Kenzie een baan aan als serveerster in een koffiewinkel.                                                            |                    |                                                       |               |                                                   |                                    |               |
| 40 | 15                 | Trip Val (The Trip Trap)                              |               | Dan Schneider Alejandro Bien-Willner Danny Warren | 23 september 2017 31 december 2017 | 216           |
| Babe en Kenzie zijn vastberaden om uit te zoeken of Trips nieuwe op roem beluste vriendin hem gebruikt om dichter bij Double G te komen.                                                                                          |                    |                                                       |               |                                                   |                                    |               |
| 41 | 16                 | The Switch                                            |               | Dan Schneider                                     | 30 september 2017 24 juni 2018     | 218           |
| De Game Shakers en Dub ruilen Hudson en Bunny om, maar de Game Shakers bedenken zich al snel en willen Hudson terug halen. |                    |                                                       |               |                                                   |                                    |               |
| 42 | 17                 | Dancing Kids, Flying Pig                              |               | Dan Schneider                                     | 7 oktober 2017 23 mei 2018         | 213           |
| Om een nieuwe game op tijd af te kunnen maken, moeten de Game Shakers voortdurend dansen in de komende 48 uur. |                    |                                                       |               |                                                   |                                    |               |
| 43 | 18                 | War and Peach                                         |               | Dan Schneider                                     | 14 oktober 2017 30 mei 2018        | 214           |
| Om de productiviteit te verhogen en elkaar beter te leren kennen, organiseert Kenzie een teambuildingsactiviteit. Maar wanneer Babe erachter komt dat Kenzie per ongeluk een sinaasappel naar haar hoofd gooide, wordt Babe boos. |                    |                                                       |               |                                                   |                                    |               |
| 44 | 19                 | Spy Games                                             |               | Dan Schneider                                     | 21 oktober 2017 17 juni 2018       | 217           |
| Als Babe en Trip erachter komen dan Kenzie hen bespioneert via beveiligingscamera's in het kantoor, leren ze haar een lesje in privacy.                                                                                           |                    |                                                       |               |                                                   |                                    |               |
| 45 | 20                 | Babe Gets Crushed                                     |               | Dan Schneider                                     | 4 november 2017 16 mei 2018        | 210           |
| Als Trip Babe nerveus vraagt om liefdesadvies voor zijn beste vriend Chuck, denkt Babe dat Trip verliefd op haar is en doet ze alles om ongemakkelijke situaties op het werk te vermijden.                                        |                    |                                                       |               |                                                   |                                    |               |

### Seizoen 3
| Nummer | Nummer van seizoen | Titel             | Regie | Script        | Uitzenddatum                 | Productiecode |
| --- | ------------------ | ----------------- | ----- | ------------- | ---------------------------- | ------------- |
| 46 | 1                  | Babe Loves Danger |       | Dan Schneider | 10 februari 2018 niet bekend | 308           |
| Wanneer Babe hoort dat Henry Hart naar New York komt om haar te bezoeken, probeert ze de perfecte date te plannen. |                    |                   |       |               |                              |               |
| 47 | 2                  | Lumples           |       | Dan Schneider | 18 februari 2018 niet bekend | 301           |
| |                    |                   |       |               |                              |               |
| 48 | 3                  | Subway Girl       |       | Dan Schneider | 25 februari 2018 niet bekend | 302           |
| |                    |                   |       |               |                              |               |
| 49 | 4                  | SNACKPOT!         |       | Dan Schneider | 4 maart 2018 niet bekend     | 303           |
| |                    |                   |       |               |                              |               |
| 50 | 4                  | Babe & the Boys   |       | Dan Schneider | 11 maart 2018 niet bekend    | 304           |
| |                    |                   |       |               |                              |               |
| 51 | 5                  | Escape from Utah! |       | Dan Schneider | 1 april 2018 niet bekend     | 306           |
| |                    |                   |       |               |                              |               |
| 52 | 6                  | Super Ugly Head   |       | Dan Schneider | 8 april 2018 niet bekend     | 305           |
| |                    |                   |       |               |                              |               |